# Mentor (Minnesota)
Mentor – miasto w Stanach Zjednoczonych, w stanie Minnesota, w hrabstwie Polk.